# Henri De Deken
Henri De Deken (1907. augusztus 3. – 1960. február 12.), belga válogatott labdarúgó.
A belga válogatott tagjaként részt vett az 1930-as világbajnokságon és az 1928. évi nyári olimpiai játékokon.

## Külső hivatkozások
- Henri De Deken a FIFA.com honlapján Archiválva 2015. február 5-i dátummal a Wayback Machine-ben